# 弗洛伊德鎮區 (愛荷華州伍德伯里縣)
弗洛伊德鎮區（英語：Floyd Township）是位於美國愛荷華州伍德伯里縣的一個行政鎮區。

## 地方資料
根據2010年美國人口普查的數據，弗洛伊德鎮區的面積為94.49平方千米，當中陸地面積為94.49平方千米，而水域面積為0.00平方千米。當地共有人口935人，而人口密度為每平方千米9.9人。